# Settimana santa dell'Eparchia di Piana degli Albanesi
La Settimana Santa dell'Eparchia di Piana degli Albanesi (in albanese Java e Madhe dhe e Shejte, anche Pashkët Arbëreshe), ovvero la "Grande e Santa Settimana" e la "Pasqua Albanese", comprende una serie di celebrazioni cristiano cattoliche di rito bizantino che si svolgono durante la Settimana Santa in tutti i centri albanesi di Sicilia, raggruppati ecclesiasticamente nell'Eparchia di Piana degli Albanesi, circoscrizione della Chiesa cattolica italo-albanese.
A Piana degli Albanesi, sede della diocesi, le celebrazioni e le cerimonie pasquali più significative si hanno solenni alla cattedrale di San Demetrio Megalomartire, mentre negli altri centri italo-albanesi si svolgono nelle chiese madri di rito orientale e a Palermo presso la concattedrale di San Nicolò dei Greci.
Rappresenta la festa delle feste, i quali riti della Passione, della morte e della Resurrezione di Gesù vengono vissuti secondo la ricca simbologia cristiana orientale. 
La Pasqua Albanese, per la complessità dei riti sacri, la sontuosità e la raffinatezza degli abiti femminili tradizionali, unite alle manifestazioni folcloristiche, costituisce la ricorrenza centrale della comunità italo-albanese dell'isola, dalla cui data dipendono le altre feste. È la festività più sentita dagli italo-albanesi, evento liturgico di elevato tenore religioso, storico e tradizionale, unico e fortemente simbolico, in cui ogni arbëresh ritrova le proprie radici di fede e d'identità. Nell'occasione, accorrono fedeli e visitatori da più parti dell’Italia e dal mondo.

## Storia

### Origini

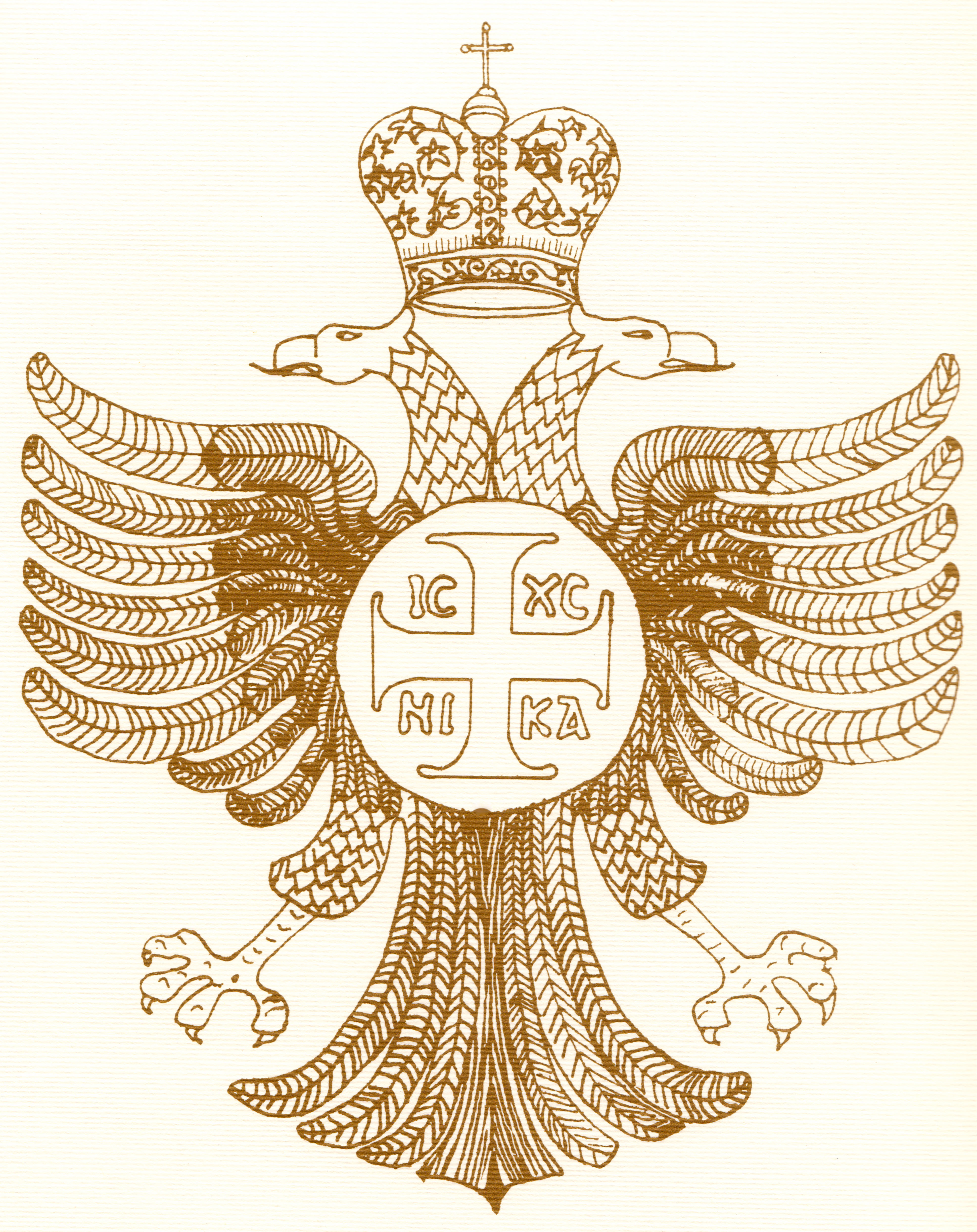
Stemma dell'Eparchia di Piana degli Albanesi

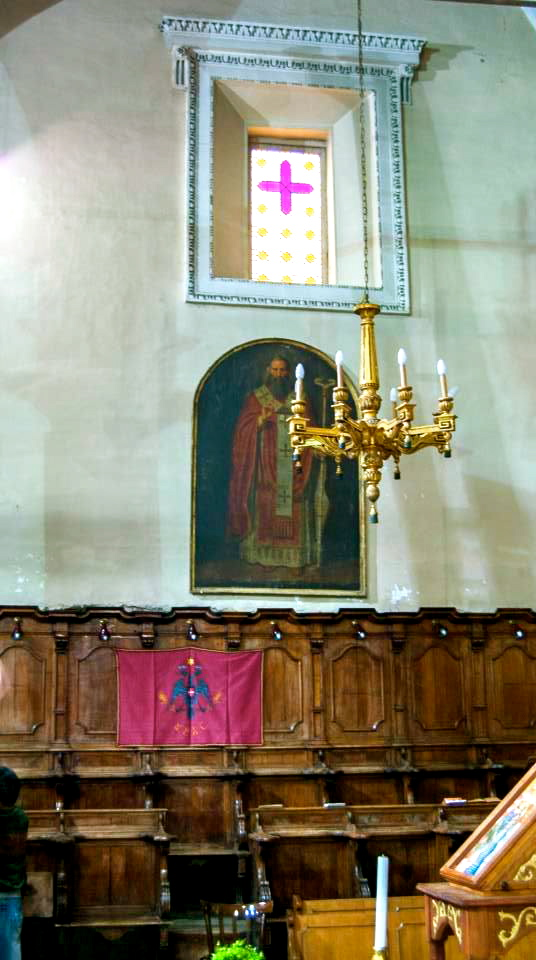
Antica bandiera albanese nella cattedrale durante la Settimana Santa

Le cerimonie della Settimana Santa di Piana degli Albanesi possiedono, per precise regioni storico-culturali, dei caratteri del tutto diversi da quelli delle altre cerimonie dell'Isola. Esse, infatti, sono direttamente riconducibili alla tradizione liturgica bizantina importata in Sicilia nel XV secolo, dai coloni albanesi provenienti dall'Albania medievale e dai territori albanesi dalla Penisola Balcanica, quando l'invasione turca provocò la prima grande diaspora albanese nel mondo. Da oltre cinquecento anni gli albanesi d'Italia conservano con grande cura, interesse e attenzione la fede e le tradizioni attraverso il proprio rito greco-bizantino.
Riti non dissimili si possono trovare nelle altre comunità, albanofone o sempre di origine albanese, dell'Eparchia di Piana degli Albanesi, ove persistono tracce della solennità delle celebrazioni bizantine.
La comunità albanese (arbëresh) di Sicilia (Contessa Entellina, Mezzojuso, Palazzo Adriano, Piana degli Albanesi, Santa Cristina Gela, più la parrocchia ad personam e la chiesa delle suore basiliane di Palermo) è spiritualmente e religiosamente amministrata dall'Eparchia di Piana degli Albanesi. 
Il rito, oltre a costituire l'eredità più importante della Chiesa orientale di Bisanzio che era nella Chiesa Illirica, è soprattutto il tratto più importante e il denominatore comune dell'identità della comunità italo-albanese, ove la forte caratterizzazione si riferisce non solo principalmente alla sostanza delle celebrazioni e delle sacre funzioni, ma anche alle loro modalità e forme.
La conservazione del rito e delle tradizioni ha del miracoloso, se si pensa che sono sopravvissuti intatti per oltre cinque secoli e la cui salvaguardia è un impegno sentito e costante a tutti i livelli, religiosi, sociali, politici, civili. Gli arbëreshë costituiscono, pertanto, un'enclave di cultura orientale in pieno occidente che trova la massima espressione nel rito bizantino. Questa cultura dalle radici antiche, è oggetto di curiosità, di studio e di analisi, tanto da essere riconosciuta patrimonio dalla Chiesa cattolica meritevole d'essere tutelata e salvaguardata.
La Grande Settimana Santa dell'Eparchia di Piana degli Albanesi è inserita dalla regione Sicilia nel calendario dei grandi eventi religiosi.

## La Pasqua Italo-Albanese

### Periodo quaresimale
Secondo la tradizione bizantina, la liturgia eucaristica in Quaresima si celebra solo il sabato e la domenica e nella festa dell'Annunciazone mentre gli altri giorni sono aliturgici. Il periodo quaresimale è caratterizzato dalle funzioni della liturgia dei Presantificati, la Proghiasmèna (mercoledì e venerdì) e dell'Inno Akàthistos alla Madre di Dio (venerdì).
In tutti i giorni aliturgici si recita il Mattutino ed in tutte le domeniche della Quaresima, ad eccezione della Domenica delle Palme, si celebra la Liturgia di San Basilio il Grande.

### Sabato di Lazzaro

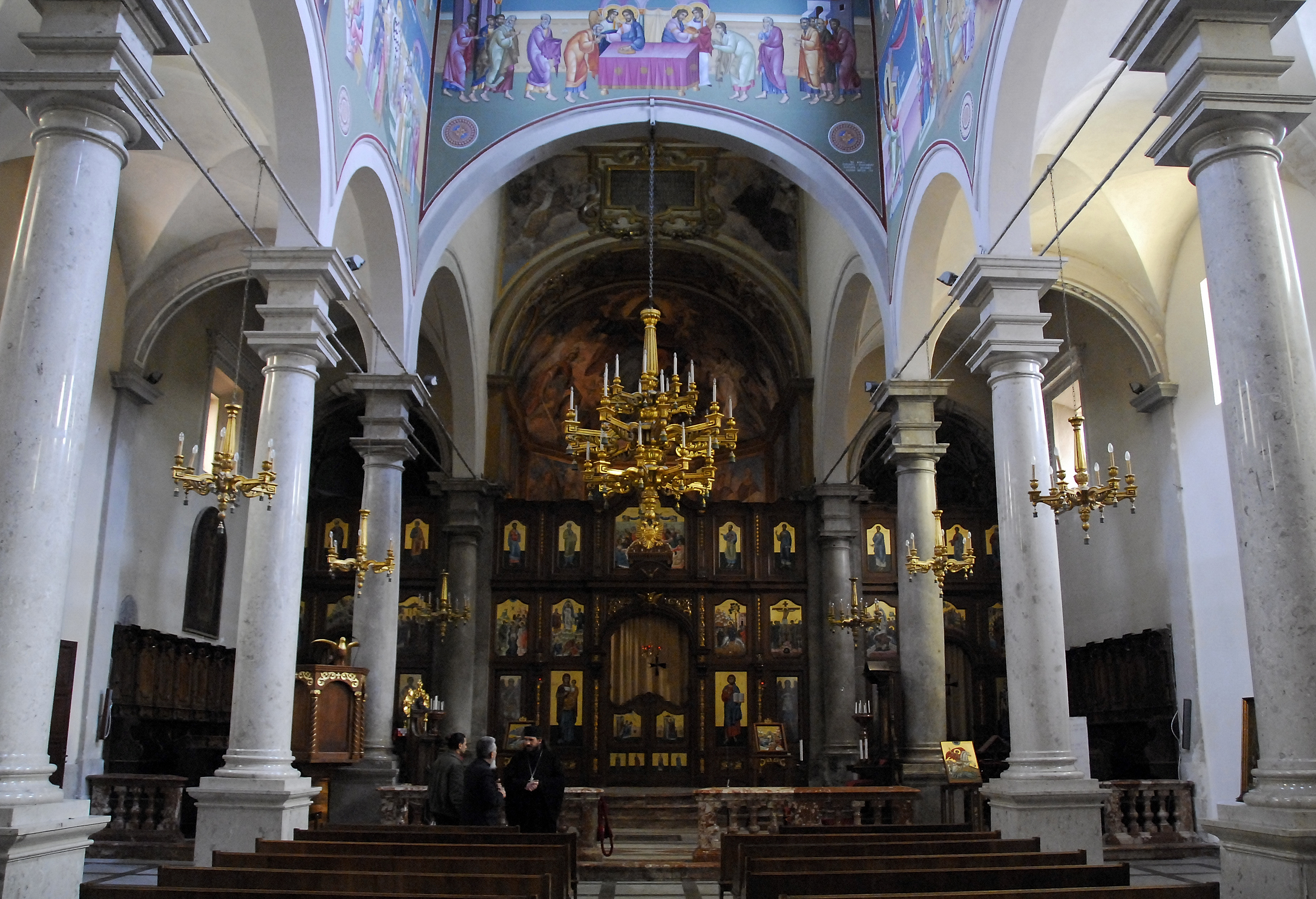
La Cattedrale di San Demetrio, sede delle principali liturgie pasquali

Il programma delle celebrazioni prende il via il venerdì precedente la Settimana Santa, quando si celebra la resurrezione di Lazzaro con il Projasmena (Messa dei presantificati) e il canto di Lazzaro (kënga e Lazërit) per le vie del paese.

### Domenica delle Palme

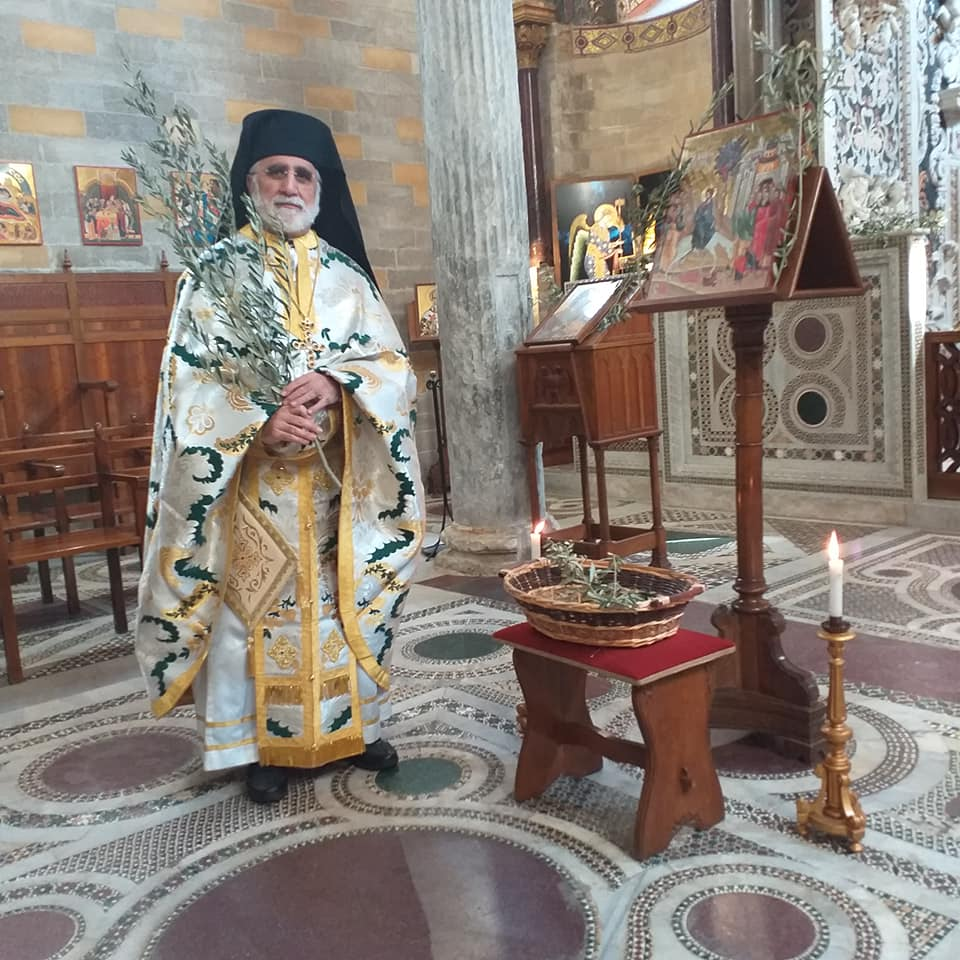
Un sacerdote italo-albanese a Palermo nella domenica delle Palme

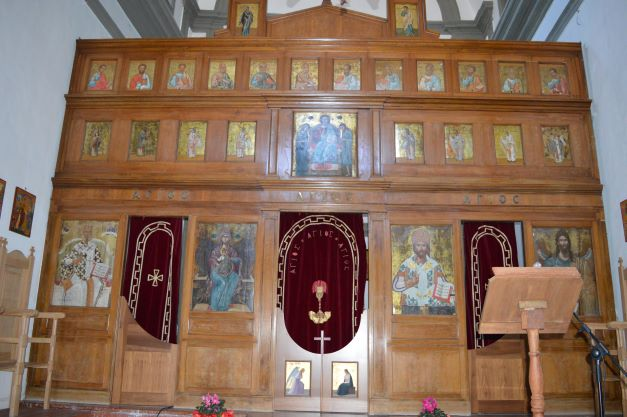
Chiesa San Nicola di Mira, attigua al Seminario ed Epicopio di Piana degli Albanesi, dove parte la processione della domenica delle Palme

Particolarmente coinvolgente è la celebrazione della domenica delle Palme (E dillja e Rromollidhet) a Piana degli Albanesi, che ricorda l'ingresso di Gesù a Gerusalemme su un asino da parte dell'Eparca, alla quale segue la benedizione delle palme e dei rami d'ulivo.

### Grande e Santo Giovedì
Il Giovedì santo (e Intja e Madhe dhe e Shejte) si celebra la lavanda dei piedi durante la quale l'Eparca lava i piedi ai papàdes proprio come Cristo fece con i suoi Apostoli.

### Grande e Santo Venerdì
Il Venerdì santo (e Prëmtja e Madhe dhe e Shejte) gli uffici delle Lamentazioni (Vajtimet), canti funebri in lingua albanese a cui partecipano tutti gli abitanti di Piana degli Albanesi. La processione che attraversa tutto il paese è accompagnata dai canti evangelici, in lingua greca antica e in albanese, che narrano la passione di Cristo.

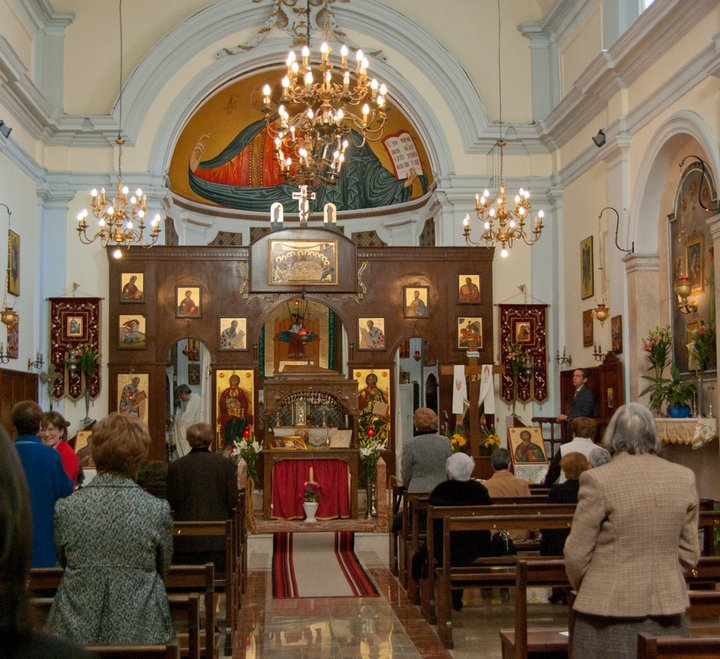
La chiesa di San Giorgio Megalomartire a Piana degli Albanesi il Sabato Santo

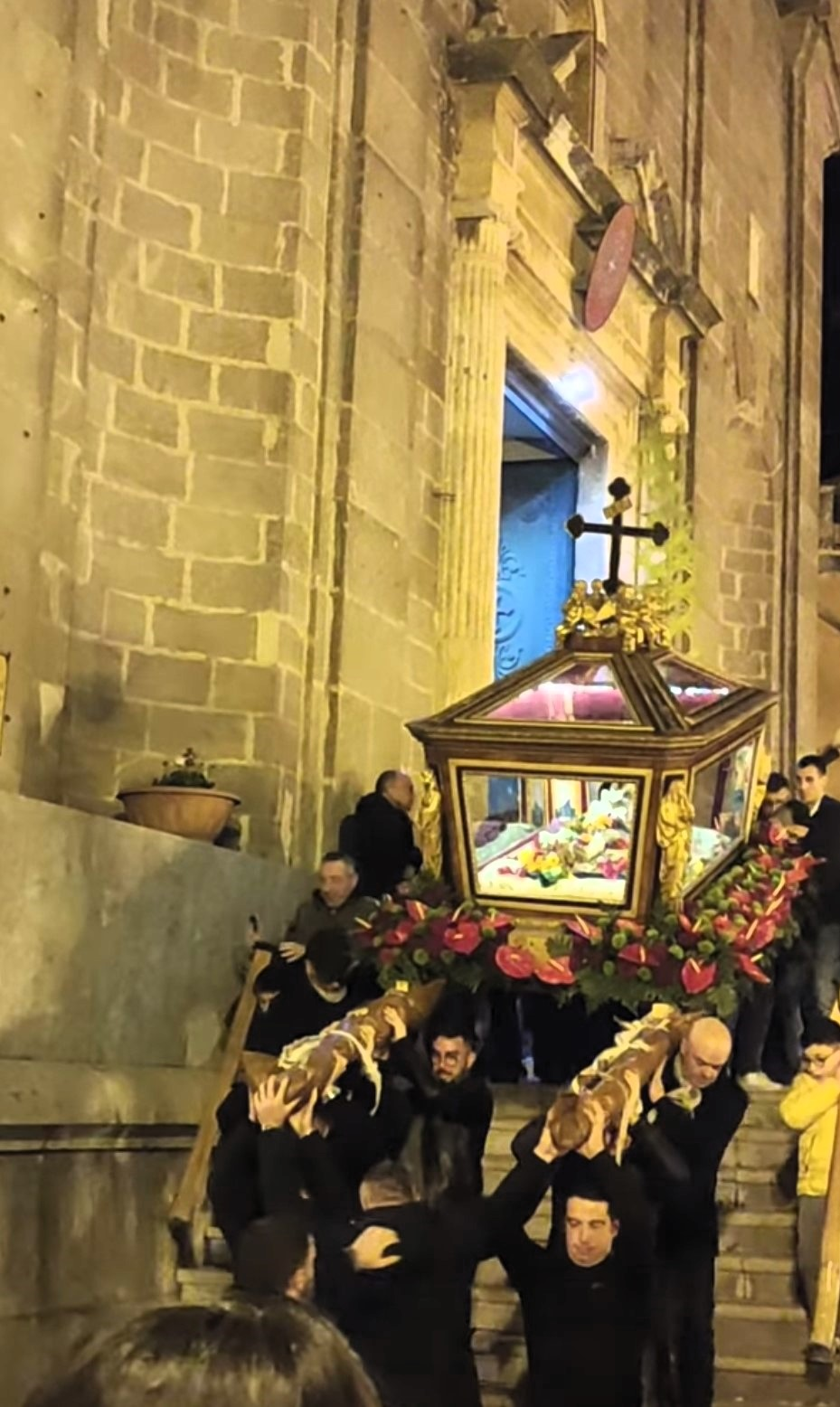
Processione del Venerdì Santo

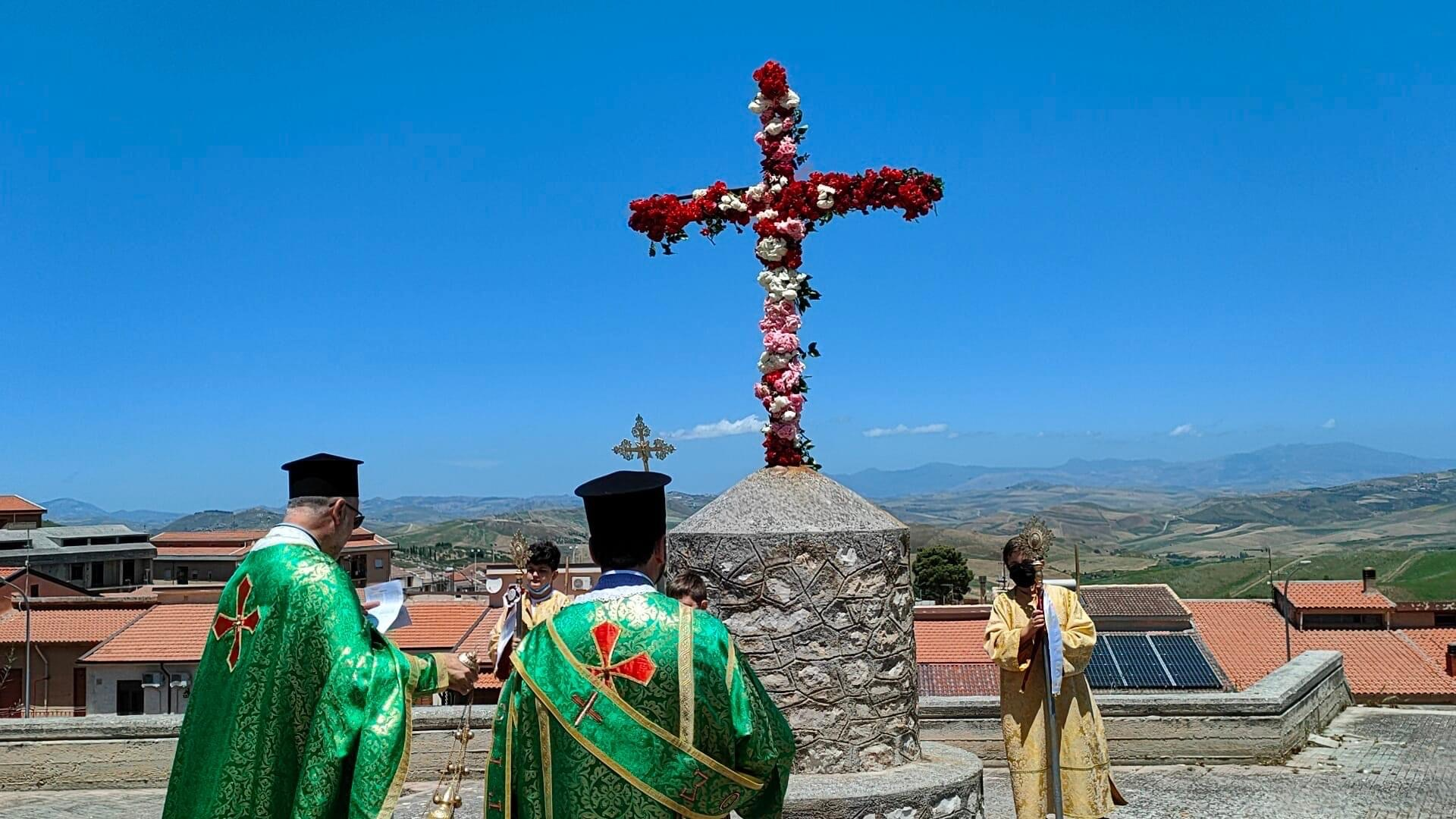
Sacerdote e diacono italo-albanesi di Contessa Entellina in atto di benedire la Croce

### Grande e Santo Sabato
Il Sabato santo (e Shtunia e Madhe dhe e Shejte) avvengono i battesimi (pagëzimet) per immersione, si tolgono i veli neri dalle chiese e suonano a festa le campane per annunciare la Risurrezione di Cristo (të Ngjallurit e Krishtit). Dalla notte del Grande sabato, poi, si intona il celebre "Christos Anèsti" (Cristo è risorto). Nella domenica di Pasqua, per il Solenne Pontificale di Pasqua (Pashkët), l'inno della Resurrezione viene cantato ripetutamente durante l'Officio dell'Aurora (órthros) dell'innografo bizantino Giovanni Damasceno. Segue la liturgia di S. Giovanni Crisostomo officiata dai Concelebranti avvolti nei preziosi paramenti sacri.
Nella notte tra il sabato e la domenica di Pasqua si svolge in notturna la suggestiva funzione del Christòs Anèsti (Cristo è risorto); subito dopo la celebrazione liturgica, abbastanza partecipato, il canto del Christòs Anèsti/Krishti u Ngjall è eseguito in greco antico e in albanese da gruppi di cantori spontanei che vanno di casa in casa annunciando il grande evento per le vie della cittadina e presso le famiglie in veglia.

### Grande e Santa Domenica di Pasqua
Il periodo pasquale culmina nel giorno di Pasqua (e Diellja e Madhe e Pashkëvet) quando, come in una favola antica, Piana degli Albanesi rivive tutta la sua identità etno-religiosa e il suo folclore albanese. Nella cattedrale di San Demetrio si svolge una caratteristica cerimonia.

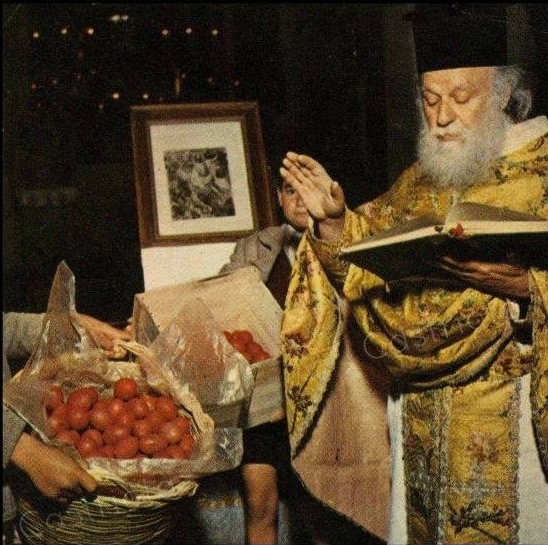
Papa Sepa Petta, Pasqua 1960

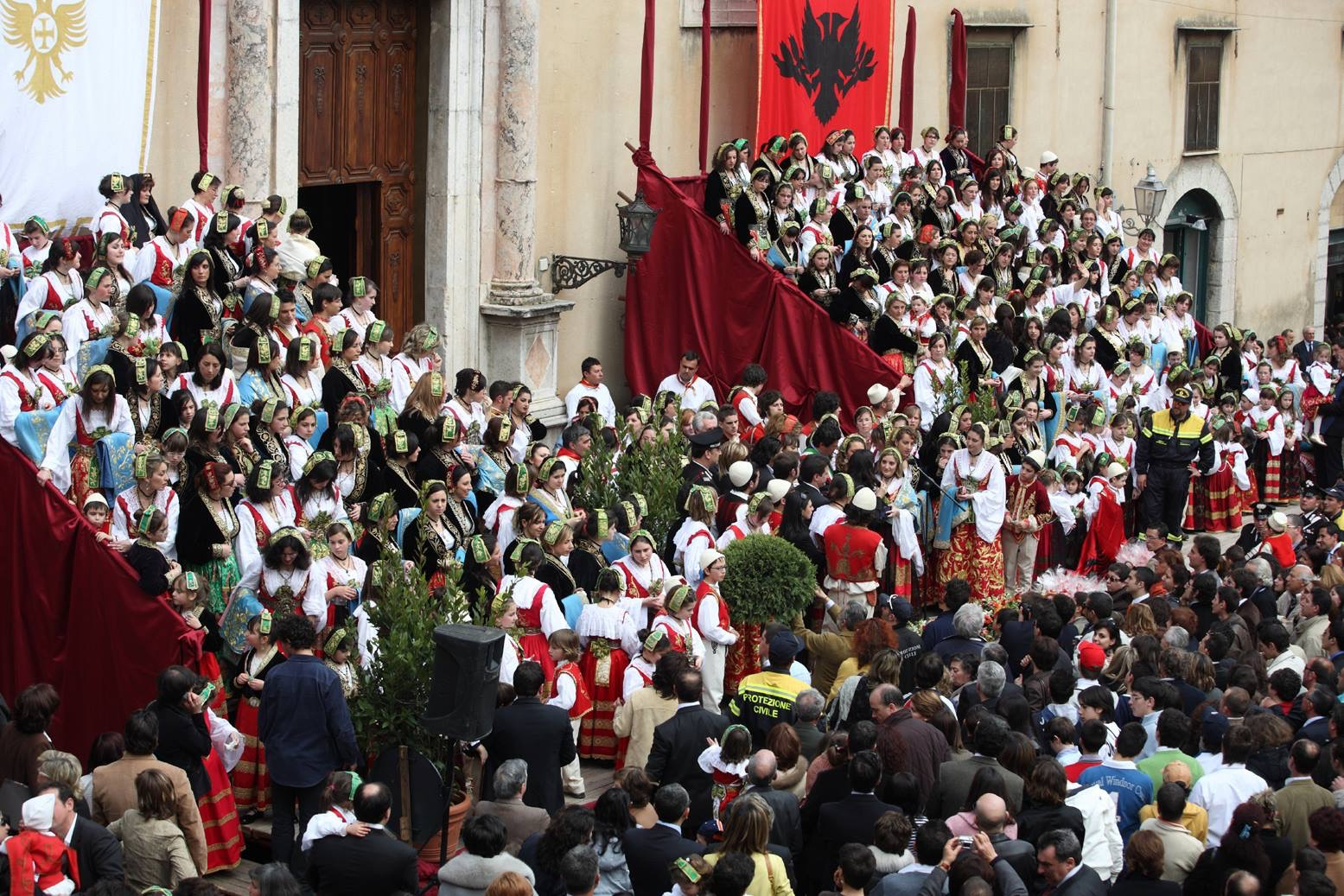
Benedizione delle uova rosse e sorteggio

La cerimonia liturgica della domenica di Pasqua inizia al mattino col solenne pontificale celebrato dall'eparca e dai sacerdoti dell'Eparchia di Piana degli Albanesi, vestiti con antichi e ricchi paramenti. Tra ampie volute di incenso l'eparca, attorniato dai sacerdoti, celebra il rito della "sacra mensa" che, secondo l'uso orientale, si innalza al centro dell'abside. Alle preghiere in lingua greca antica, secondo la liturgia di San Giovanni Crisostomo, il popolo risponde coralmente e in un tripudio di canti e colori viene esaltata la resurrezione di Cristo.
L'onda gioiosa delle campane, i bagliori del sole sugli arredi dell'altare, sulle vesti sacerdotali, sugli ori, sulle sete, il profumo d'incenso, l'armonia solenne dei canti paleo bizantini (che si distinguono nettamente dalla musica neo-bizantina), i festoni di fronde e le bandiere nazionali d'Albania che adornano gli edifici sacri e cittadini, creano un'atmosfera di indicibile suggestione.
La funzione acquista un particolare valore ecumenico per il canto del Vangelo in diverse lingue. Nella Pasqua trova giustificazione tutto il discorso escatologico e ogni motivo di speranza, come canta il famoso inno del Christòs anèsti in greco antico, Krishti u ngjall in albanese (Cristo è risorto):
thanàto thànaton patìsas, (θανάτῳ θάνατον πατήσα) 

ke tis en dis mnìmasi zoìn (καὶ τοῖς ἐν τοῖς μνήμασι) 
 
charisàmenos. (ζωὴν χαρισάμενος.)»
la morte ha calpestando la morte
 e 
a quanti giacevano nei sepolcri 
 ha donato la vita.»

 ndridhi vdekjen e shkretë 

e të vdekurëvet te varret 

i dha gjellën e vërtetë.»
Il solenne pontificale si conclude con uno splendido e folto corteo di donne in sontuosi costumi tradizionali albanesi, che, dopo aver partecipato ai sacri e solenni riti, sfila per il Corso Kastriota raggiungendo la piazza principale. Al termine del corteo, in un tripudio di canti e colori, viene impartita dai papàdhes la benedizione (bekimi), seguita dalla distribuzione al popolo e ai turisti delle uova rosse (vet të kuq), simbolo della passione di Cristo, della nascita e della resurrezione.

## I canti e i costumi
Durante la Grande e Santa Settimana vengono intonati, dall'eparca, dai papàs e dal popolo i canti dell'antica tradizione musicale e melurgica bizantina, che fa parte del "Registro Eredità Immateriali della Sicilia", questo riconosciuto anche dall'Unesco.
Le varie celebrazioni sono accompagnate da donne in costume tradizionale, che, insieme alla lingua e il rito, è uno dei segni più evidenti della diversità culturale degli arbëreshë; è una singolare espressione di autocoscienza locale che manifesta anche in questo modo la volontà di conservare identità e tradizioni.

## Galleria d'immagini

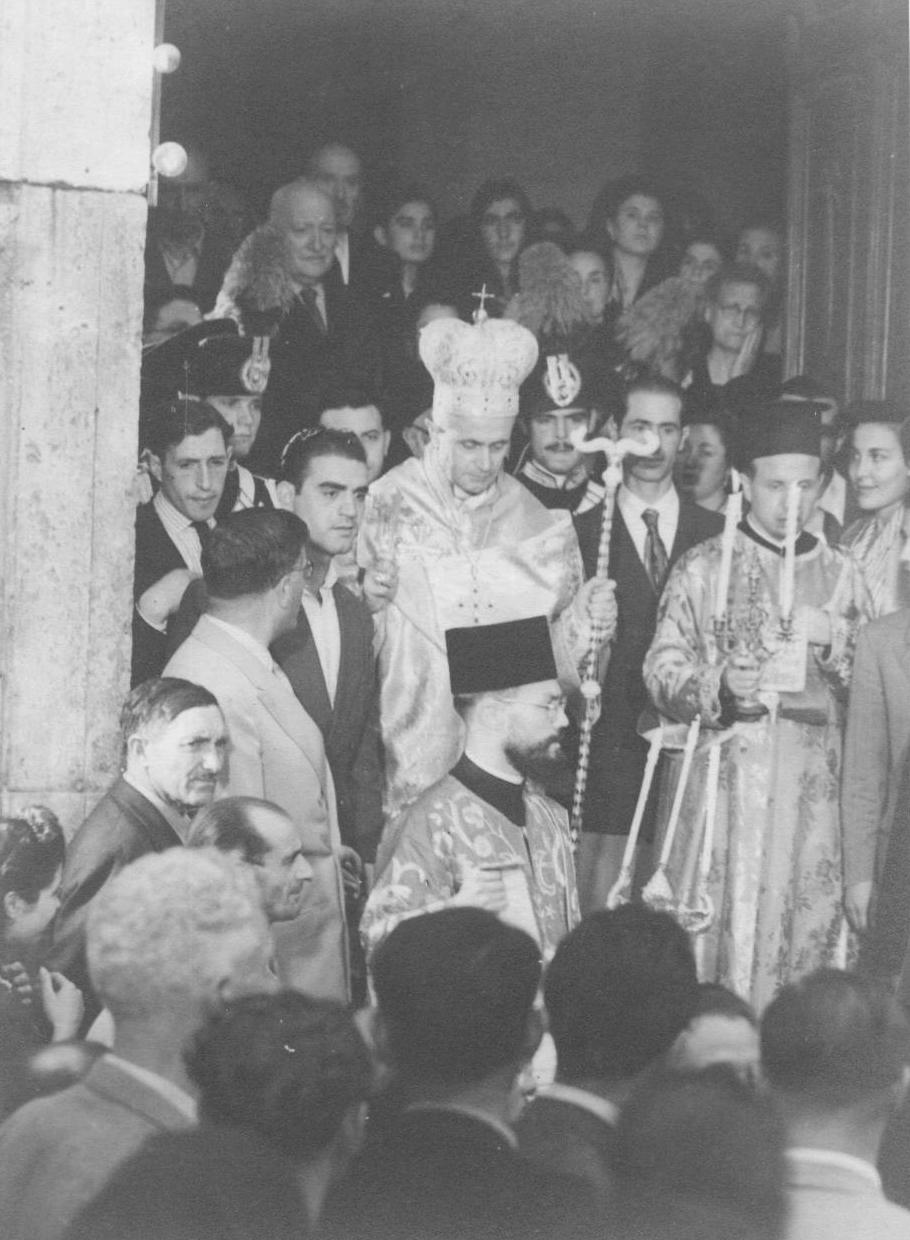
Funzione greco-cattolica a Piana degli Albanesi (1960)
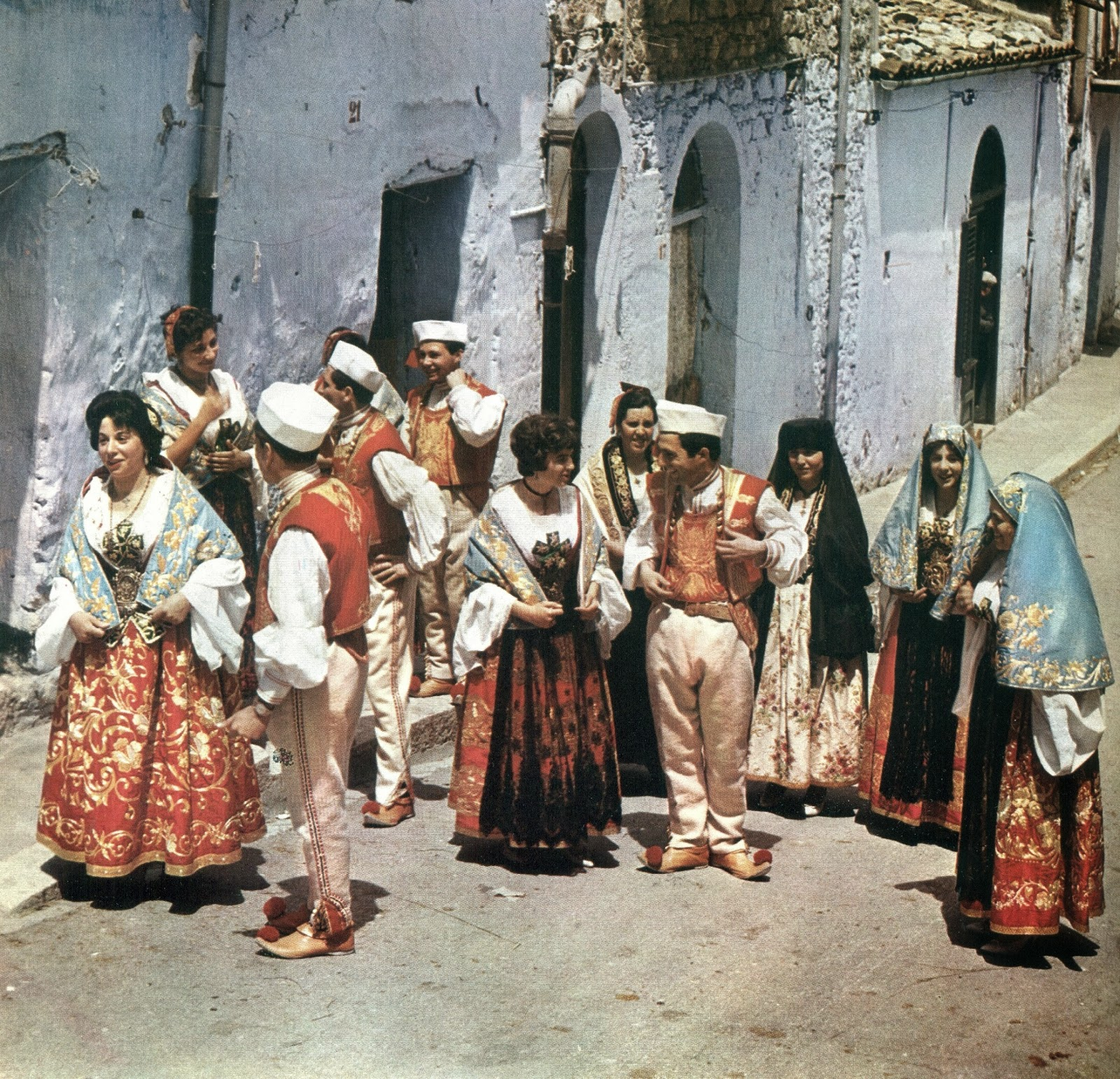
Un momento degli anni '60 della Pasqua di Piana degli Albanesi
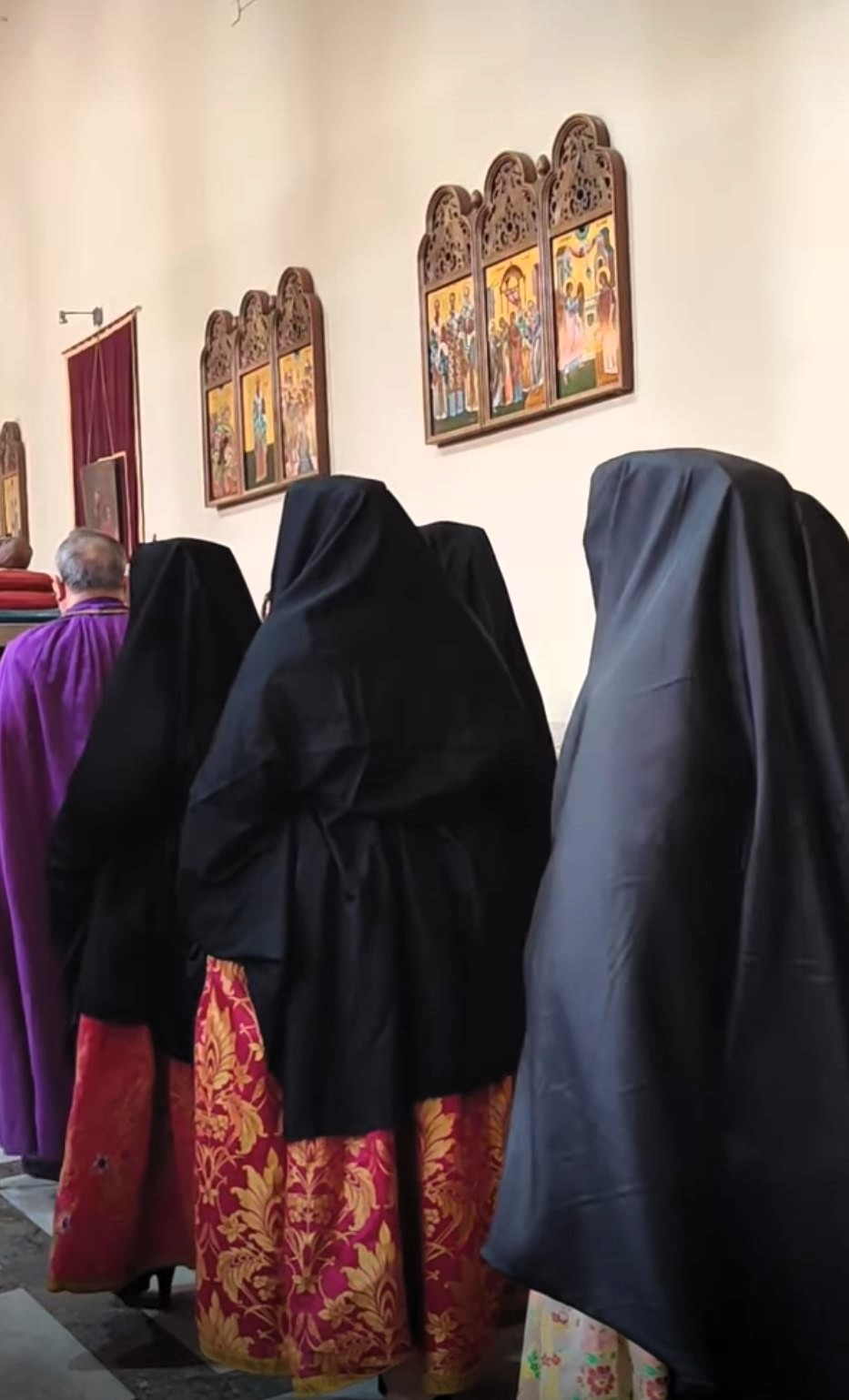
Cattedrale, processione del Venerdì Santo, donne in costume tradizionale
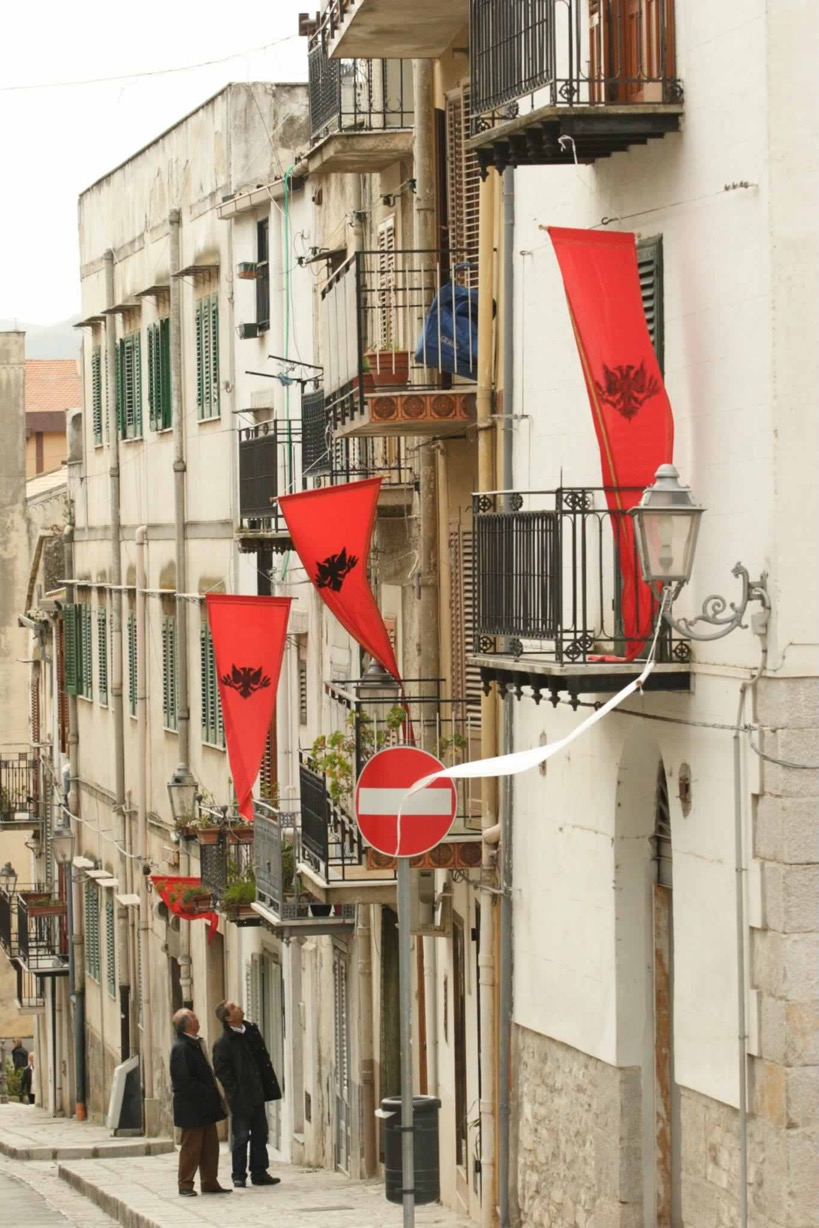
La cittadina in festa addobbata dalle bandiere nazionali
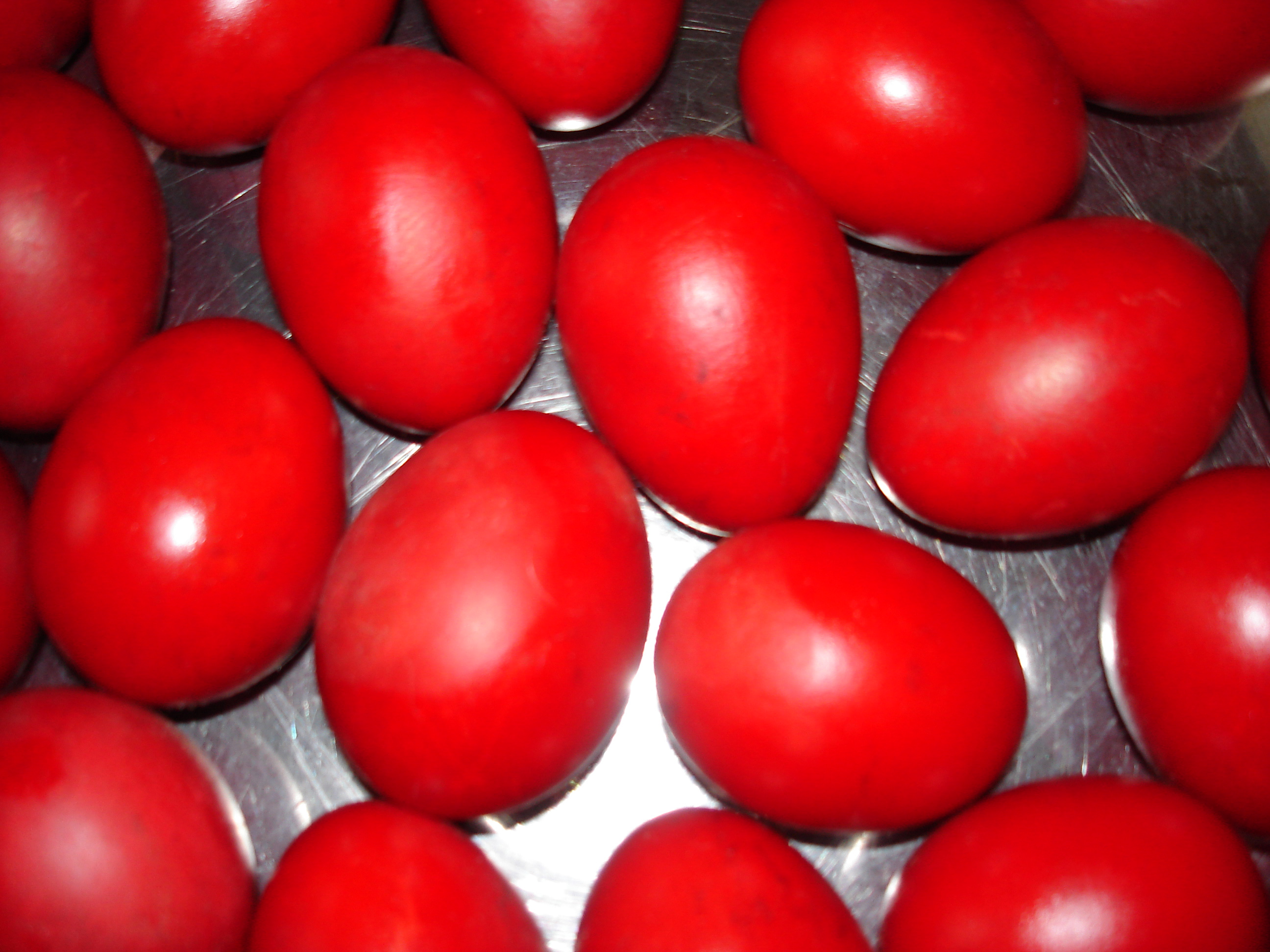
Le tipiche uova rosse benedette
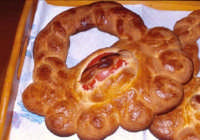
Panaret, dolce tipico pasquale italo-albanese